# 長寿 (武周)
長寿（ちょうじゅ）は、武周の武則天の治世に使用された元号。692年 - 694年。

## 西暦・干支との対照表
| 長寿 | 元年  | 2年   | 3年   |
| 西暦 | 692年 | 693年 | 694年 |
| 干支 | 壬辰  | 癸巳  | 甲午  |